# 大正池 (松本市)
大正池（たいしょういけ）は、長野県松本市安曇にある景勝地で国の特別名勝・特別天然記念物に指定されている上高地にある池。

## 概要
池は、活火山である焼岳が1915年（大正4年）に噴火し、泥流によって梓川が堰き止められて形成された。池にある立ち枯れの木々の景観は、1928年（昭和3年）に「上高地」が史蹟名勝天然紀念物保存法による「名勝及ビ天然紀念物」に指定される際の理由の一つとなった。
- 標高 : 1,500 m
- 所在 : 長野県松本市安曇上高地

## 大正池の維持
大正池は年々、上流から流入する土砂が池底に堆積しているため、浅くなってきている。現在は上高地の観光資源であると同時に、下流に建設された東京電力リニューアブルパワーの水力発電所、霞沢発電所の調整池としても利用されていることから、年間10,000 - 30,000立方メートルの土砂を東京電力が冬場に浚渫（しゅんせつ）している。浚渫した土砂は、従来、建設資材に利用されていたが、需要が減っており、先々処分方法が問題となると見込まれている。仮に東京電力が浚渫を取りやめた場合、単純計算で7 - 8年もすれば、池は土砂で埋まってしまうものと考えられている。

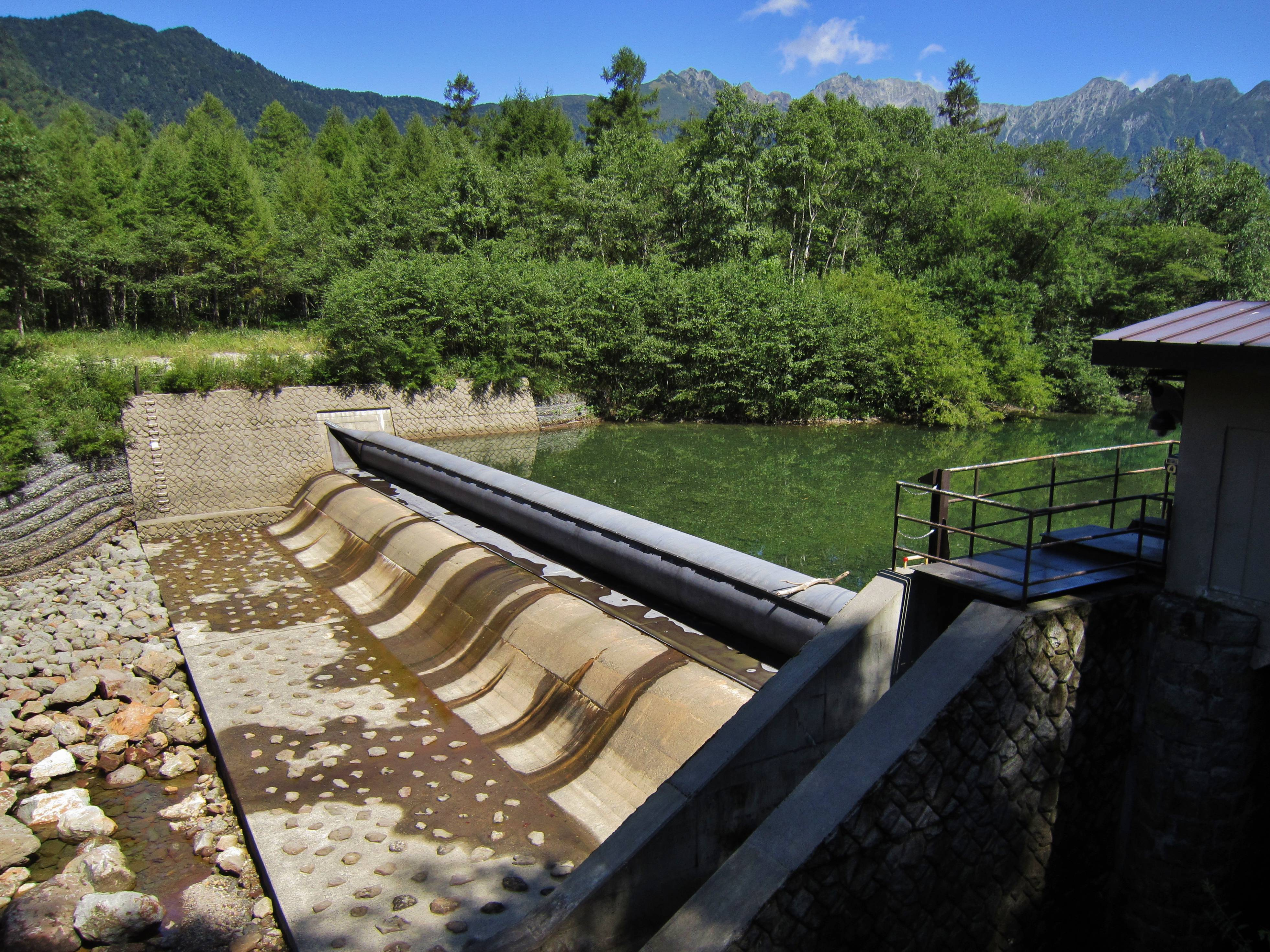
大正池をせき止めるゴム引布製起伏堰
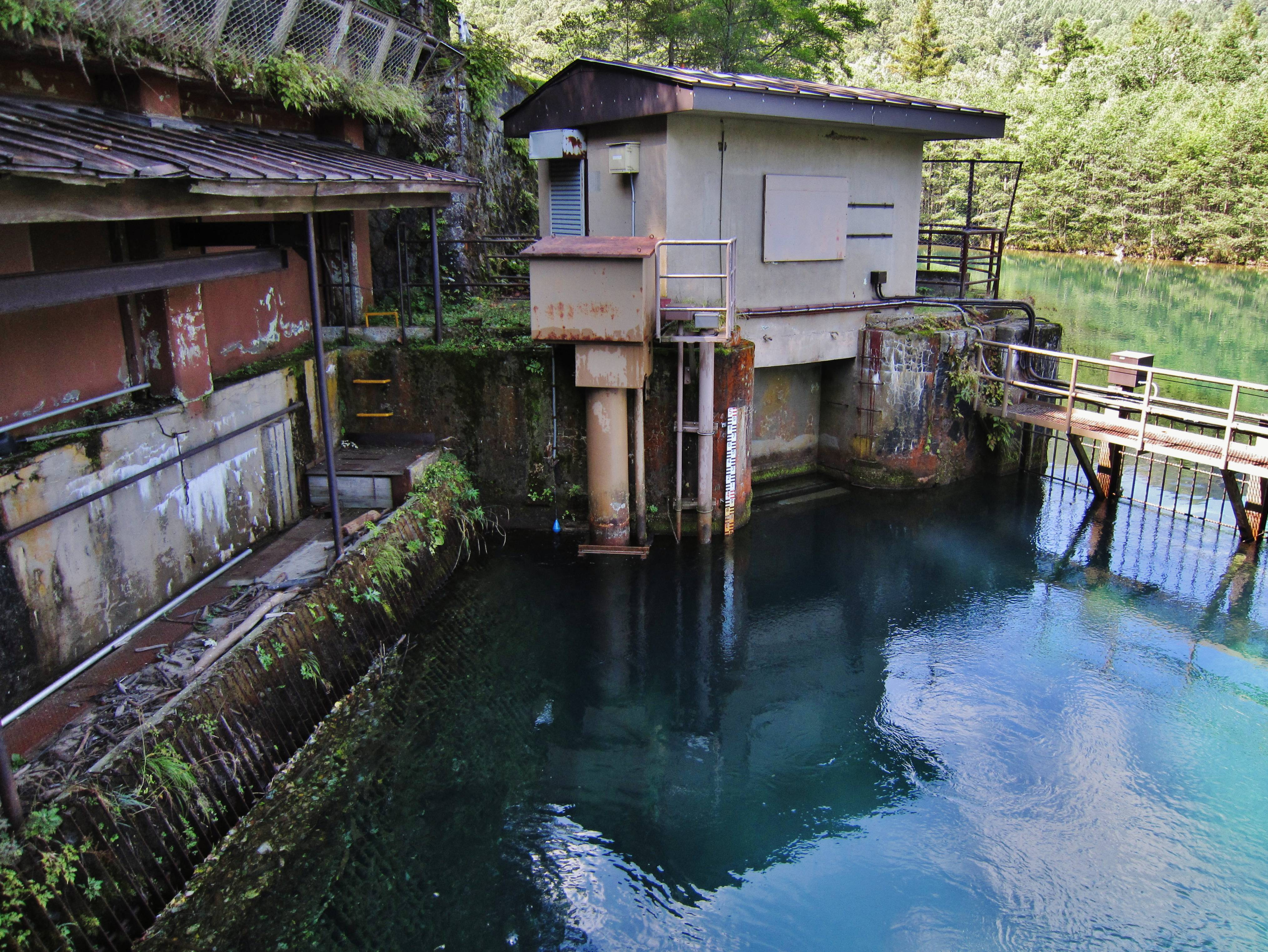
発電用取水口
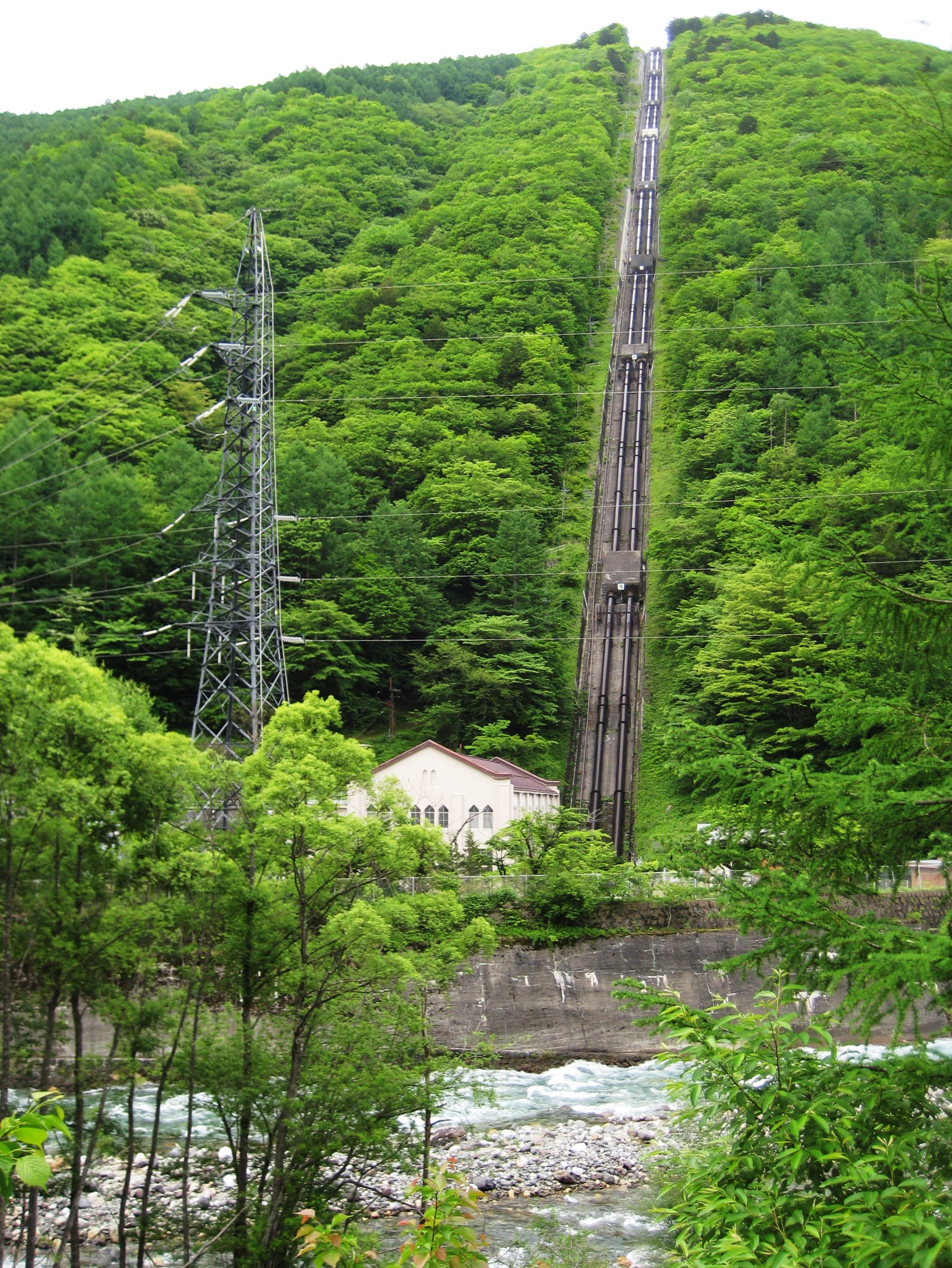
霞沢発電所

## 交通アクセス
- アルピコ交通上高地線（通称・松本電鉄）新島々駅からアルピコ交通バス（通称・松本電鉄バス）上高地行で60分、大正池バス停すぐ。池沿いに降り、田代池を経由し、バスターミナルや河童橋まで徒歩約1時間である。

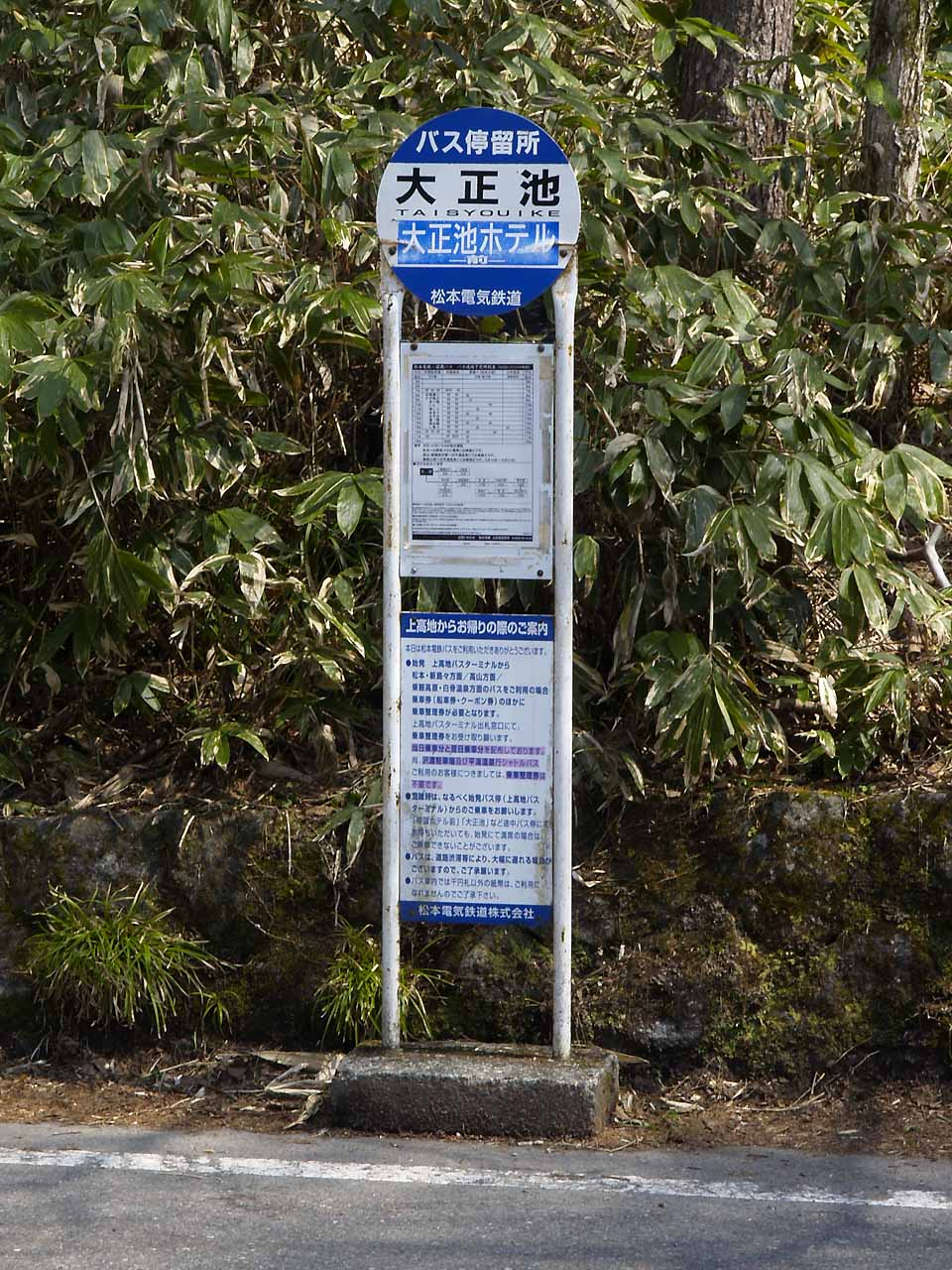
大正池バス停

## 周辺情報
- 上高地
  - 梓川
  - 田代池
  - 千丈沢
  - ウェストン碑
  - 河童橋
  - 明神池